# John Donaldson (Fußballspieler)
John Donaldson (* 1909 in Glasgow; † 23. Februar 1939 ebenda) war ein schottischer Fußballspieler.

## Karriere
Donaldson kam Anfang Mai 1931 aus Glasgow zu den im schottischen Junior Football spielenden Kilsyth Rangers. Als linker Halbstürmer vorgestellt, musste er sich bereits wenige Tage später vor einem örtlichen Gericht wegen Körperverletzung verantworten: er hatte in einer Pokalpartie gegen Denny Hibernian deren Torhüter in der Schlussminute einen Faustschlag gegen den Kiefer verpasst. Donaldson bekannte sich schuldig, behauptete aber, er hätte seine Faust nur zur Verteidigung erhoben und sein Kontrahent wäre dagegen gerannt. Der hauptberuflich als Hilfsarbeiter tätige Donaldson wurde zu seiner Strafe von 10 Shilling verurteilt, Alternativ fünf Tage Haft. Wenige Wochen später trafen die Kontrahenten erneut aufeinander, im Wiederholungsspiel des Finals um den Scottish Junior League Victory Cup setzten sich im Firhill Park die Rangers mit 1:0 durch, Donaldson hatte den Siegtreffer vorbereitet.
Bereits Mitte Juni 1931 wurde er von Joe Bradshaw zum englischen Zweitligisten Bristol City geholt und Donaldson stieg damit zum Profi auf. Dort musste sich Donaldson zunächst mit Einsätzen im Reserveteam begnügen, erst zum Ende der Saison 1931/32 – City stand abgeschlagenen am Tabellenende und bereits als Absteiger fest – kam er unter Bradshaws Nachfolger Bob Hewison an den letzten vier Spieltagen als linker Halbstürmer zum Einsatz. Dabei gelang neben zwei Unentschieden auch ein 2:1-Heimerfolg gegen Manchester United. Während er in den vier Partien torlos blieb, zeigte er sich im Frühjahr 1932 in anderen Partien treffsicherer: sowohl in den beiden Benefizspielen für Harry Morris (gegen Swindon Town, 1:3) als auch für Jock Nicholson (4:4) war er als Torschütze erfolgreich, wie auch in einem Wohltätigkeitsspiel gegen den Stadtrivalen Bristol Rovers (2:1).
Donaldson wurde auch für die Drittligasaison 1932/33 weiterverpflichtet, blieb in seiner zweiten Spielzeit aber auf Einsätze in den Reserveteams beschränkt und im Sommer 1933 verließ er den Klub wieder. Seine Laufbahn fand ab Oktober 1933 kurzzeitig Fortsetzung in Nordirland beim Coleraine FC, dort verlor er aber bereits kurze Zeit später seinen Platz im Team wieder und seine einmonatige Probephase wurde, ebenso wie die seines Landsmanns Bob McWilliam, nicht verlängert. In der Folge soll er seine Laufbahn wegen einer Knieverletzung beendet haben.
Am Abend des 22. Februar 1939 geriet Donaldson in einem Billardsalon im Glasgower Stadtteil Parkhead in eine körperliche Auseinandersetzung, bei der er zwei Stichwunden im Rücken erlitt, durch die auch ein Lungenflügel verletzt wurde. Donaldson wurde in das Glasgow Royal Infirmary eingeliefert, in dem er in den Morgenstunden des 23. Februar seinen Verletzungen erlag. Der Täter, ein 31-jähriger Buchmacher, wurde später zu drei Jahren Haft verurteilt. Die Jury befand den Täter des Totschlags (culpable homicide) für schuldig, bat aber gleichzeitig darum, Milde (leniency) walten zu lassen. So soll Donaldson dem Täter zuvor gedroht haben, woraufhin sich dieser zum Selbstschutz mit einem Messer bewaffnet hatte.